# ポートスーダン

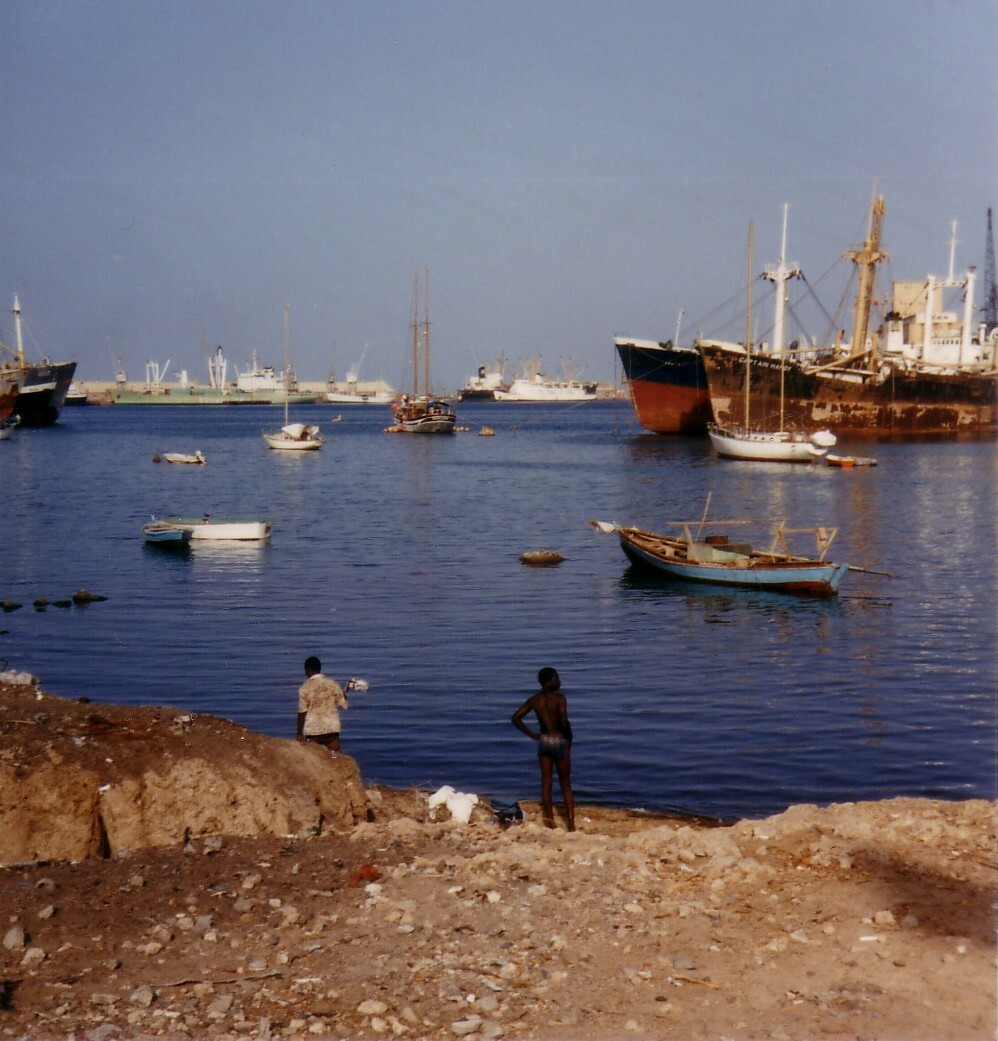
ポートスーダン

ポートスーダン（英語：Port Sudan、アラビア語：بور سودان）は、スーダン紅海州の州都であり、人口394,561人（2008年国勢調査）の都市である。2023年8月にアブドゥルファッターハ・アブドッラフマーン・ブルハーン率いるスーダン政府がハルツームから移転し、以来臨時首都として機能している。

## 概要
紅海に面し、スーダンにとって重要な港湾都市となっている。それまでこの地方の主要港湾であったスワーキン港がサンゴ礁の発達などで商船の出入りが困難だったことからそれに変わる港湾として1906年に建設された。また、1906年にイギリスが敷設した紅海とナイル川とを結ぶスーダン鉄道の終点ともなっている。この鉄道は、ナイル川沿岸の豊かな農場から輸出市場へトウモロコシ、綿などを輸送するために使われた。市内にはポートスーダン新国際空港が存在する。ポートスーダンは、その素晴らしいダイビングとビーチのために観光客の間で知られている。また、紅海を挟んでサウジアラビアのジッダに向かう出発点ともなる。
2023年スーダンでの戦闘が活発化し、首都ハルツームの空港が使用不能になった際には、ポートスーダンの港や空港が国外への脱出経路として注目を集めた。実際に避難した日本人の多くは陸路でポートスーダンまで移動後、自衛隊機で拠点のあるジブチに向かった。また即応支援部隊（RSF）がハルツームの大部分を制圧すると、同年8月にアブドゥルファッターハ・アブドッラフマーン・ブルハーン率いるスーダン政府はポートスーダンに避難した。

## 石油産業
1977年には首都ハルツームへ送る石油パイプラインと製油所が完成。輸入した原油を処理し、内陸部へ送り込む重要な拠点となっていたが、1990年代以降、スーダン内陸部の油田開発が活発化。大規模なパイプラインの再敷設が行われ、石油は内陸部から海岸部へと逆方向に送られるようになった。ポートスーダンは、かつての石油の輸入港から輸出港へと変貌しつつある。